# .na
.na는 나미비아의 인터넷 국가 코드 최상위 도메인이다. Omadhina Internet Services (cc)에서 관리한다. 1991년에 개설되었다.
등록소는 나미비아 등록기관과 외국 등록기관을 모두 인증한다. 등록기관은 웹 기반 GUI 또는 업계 표준 EPP 프로토콜을 사용하여 레지스트리에 액세스하고 도메인을 등록한다.
도메인은 1991년 5월 8일에 설립되었다. ccTLD 관리자는 NA-NiC(나미비아 네트워크 정보 센터)이다. 나미비아 의회는 ccTLD에 관한 다양한 조항이 포함된 통신법을 2009년에 통과시켰다. 그러나 2017년 말 기준 아직 발효되지 않았다.
등록은 중복되는 선택 항목이 포함된 다양한 이름 아래 2차 도메인이나 3차 도메인 수준에서 모두 사용할 수 있다(예: 상업 법인의 경우 .co.na 및 .com.na 모두).